# Robert McVey
Robert Patrick (Bob) McVey (Hartford (Connecticut), 14 maart 1936) is een voormalig Amerikaans ijshockeyer. 
McVey won tijdens de Olympische Winterspelen 1960 in eigen land de gouden medaille. Hiermee werden de Verenigde Staten het vierde land dat olympisch goud won bij het ijshockey. In zes wedstrijden maakte McVey twee doelpunten.